# Comté de Toole
Pour les articles homonymes, voir Toole.
Le comté de Toole est un des 56 comtés de l’État du Montana, aux États-Unis. En 2010, la population était de 5 324 habitants. Son siège est Shelby.

## Géolocalisation
|                  | Alberta, Canada  |                  |
| Comté de Glacier | Comté de Toole   | Comté de Liberty |
|                  | Comté de Pondera |                  |

## Principales villes
- Kevin
- Naismith
- Shelby
- Sunburst
- Sweetgrass